# Agapetus spinosus
Agapetus spinosus là một loài Trichoptera trong họ Glossosomatidae. Chúng phân bố ở miền Tân bắc.